# Volos, Grecia
Volos este un orășel de provincie, situat pe marginea golfului Pagastic. Centru industrial și port comercial cu activități îndreptate în special spre industrii și comerțul cu fructe, Volos este însă și o stațiune balneară agreabilă. Muzeul din Volos este extraordinar de interesant, câteva dintre colecțiile sale fiind considerate unice în lume. Pietrele funerare, plăci rectangulare de marmură așezate deasupra frontoanelor, așa cum se obișnuia în antichitate, sunt nu numai remarcabile din punct de vedere artistic dar și veritabile documente istorice. Vreo douăzeci dintre acestea sunt decorate cu picturi admirabile, bine conservate.
Portul Volos este situat în Grecia. În trecut, Volos era un orășel cu aproximativ 5 000 de locuitori, care trăiau în împrejurimile castelului. Noul port a fost fondat în anul 1893. Odată cu dezvoltarea industrială, Volos devine unul dintre principalele centre grecești, având în anul 2011 o populație de 144,420 de locuitori conform recensământului.
Străzile principale ale orașului Volos poartă nume legate de istoria seculară a muntelui Pilion: Iason, Iolkos, Demetrias. Locul de promenadă la tărmul mării, mărginit de hoteluri moderne și terase ale cafenelelor, poartă numele „cheiul Argonauților”.
Refugiul împădurit al zeilor și eroilor Greciei antice, muntele Pilion este cadrul de desfășurare a unui mare număr de aventuri amuzante sau dramatice din mitologia greacă. Aici, la nunta lui Peleu cu Thetis, Eris a aruncat faimosul măr al discordiei, aici s-au îmbarcat Argonauții pentru a porni în căutarea Lânii de Aur și tot aici Titanii s-au străduit zadarnic să înghesuie pe Pilion peste Ossa.
Muntele Pilion este presărat cu 24 de sate pitorești, cuibărite pe pantele sale, printre livezile de castani, măslini, meri, piersici și peri. Arhitectura vechilor locuințe de la Pilion este caracteristică, ele sunt case înalte cu uși din fier și ferestre mici cu gratii. Atârnate pe terenul în pantă ele au trei etaje în față și unul singur în spate, la nivelul drumului. De pe culmea sa cea mai înaltă (Purianos Stavros), ce se ridică la 1.651 m și până la ultimele sale contraforturi, muntele Pilion este acoperit cu o vegetație luxuriantă. Pornind de la Volos, ori spre nord, ori spre est, veți descoperi satele încântătoare de pe muntele Pilion, plajele magnifice și locurile frumoase printre care: Ano Volos, Portaria, Makrynitsa, Hania, Zagora, Tsangarada, plajele de la Milopotamos, Milies, Argalasti, Trikeri, Vyzitsa, Affissos, Kala Mera, Aghios Ioannis, Kissos, Chorefto.

## Personalități născute aici
- Giannis Konstantelias (n. 2003), fotbalist.